# Маріос Георгіу
Маріос Георгіу (нар. 10 листопада 1997— Лімасол, Кіпр) — кіпріотський гімнаст. Чемпіон та призер чемпіонату Європи. Перший в історії Кіпру учасник Олімпійських ігор 2016 зі спортивної гімнастики, перший в історії країни призер чемпіонату Європи та перший чемпіон Європи. Прапороносець збірної Кірпу на відкритті Європейських ігор в Баку, Азербайджан.

## Біографія
Народився в Лімасолі, Кіпр. В дитинстві зазнавав цькування через расову відмінність, тому у дорослому віці брав участь в антибулінговій кампанії «Будь героєм», де виступав проти будь-якої форми дискримінації та насилля.

## Кар'єра
Батьки відвели на секцію спортивної гімнастики у 2003 році.

#### 2014
На Літніх юнацьких Олімпійських іграх в Нанкіні, Китай, отримав травму пальця та пропустив два тижні тренувань.

#### 2019
На чемпіонаті Європи в Щецині, Польща, став першим в історії Кіпру бронзовим призером у багатоборстві.

#### 2024
На чемпіонаті Європи в Ріміні, Італія, здобув перемогу в багатоборстві, яка дала змогу отримати останню олімпійську ліцензію на Олімпійські ігри в Парижі, Франція.

## Результати на турнірах
| Рік  | Змагання                       | КБ | ІБ | Вільні вправи | Кінь | Кільця | Опорний стрибок | Паралельні бруси | Перекладина |
| ---- | ------------------------------ | -- | -- | ------------- | ---- | ------ | --------------- | ---------------- | ----------- |
| 2014 | Літні юнацькі Олімпійські ігри |    | 33 |               | 8    |        |                 |                  |             |
| 2016 | Олімпійські ігри               |    | 26 |               |      |        |                 |                  |             |
| 2017 | Чемпіонат Європи               |    | 5  |               |      |        |                 |                  |             |
| 2017 | Чемпіонат світу                |    | 16 |               |      |        |                 |                  |             |
| 2018 | Чемпіонат світу                |    | 10 |               |      |        |                 |                  |             |
| 2019 | Чемпіонат Європи               |    | 3  |               | 8    |        |                 |                  |             |
| 2019 | Європейські ігри               |    |    |               |      |        |                 | 2                |             |
| 2019 | Чемпіонат світу                |    | 47 |               |      |        |                 |                  |             |
| 2021 | Олімпійські ігри               |    | 50 |               |      |        |                 |                  | 9           |
| 2021 | Чемпіонат світу                |    |    |               |      |        |                 | 10               |             |
| 2022 | Чемпіонат Європи               |    |    |               |      |        |                 |                  | 1           |
| 2022 | Чемпіонат світу                |    |    |               |      |        |                 | 14               | 14          |
| 2023 | Чемпіонат світу                |    |    |               |      |        |                 |                  | 54          |
| 2024 | Кубок світу. Каїр              |    |    |               |      |        |                 | 9                | 7           |
| 2024 | Кубок світу. Котбус            |    |    |               |      |        |                 |                  | 33          |
| 2024 | Кубок світу. Баку              |    |    |               |      |        |                 |                  | 9           |
| 2024 | Кубок світу. Доха              |    |    |               |      |        |                 |                  | 5           |
| 2024 | Чемпіонат Європи               |    | 1  |               | 3    |        |                 | 2                | 3           |